# غيفان (مقاطعة بجنورد)
غیفان (بالفارسية: گیفان) هي مستوطنة تقع في إيران في قسم غیفان الريفي. يقدر عدد سكانها بـ 575 نسمة .